# Nanhermannia himalayensis
Nanhermannia himalayensis är en kvalsterart som beskrevs av Chakrabarti och Dinendra Raychaudhuri 1978. Nanhermannia himalayensis ingår i släktet Nanhermannia och familjen Nanhermanniidae. Inga underarter finns listade i Catalogue of Life.